# Hieracium mollitum
Hieracium mollitum es una especie de planta con flor del género Hieracium, de la familia Asteraceae, orden Asterales.

## Distribución
Hieracium mollitum se distribuye por Italia y Francia.

## Taxonomía
Fue descrita científicamente por Arv.-Touv.